# Carmelita Aubert
Carmelita Aubert (Carme Recasens i Aubert; * 6. Januar 1912 in Barcelona; † 1979 in Lissabon) war eine katalanische Sängerin und Schauspielerin.
Aubert debütierte 1931 unter dem Namen Carmencita Aubert in einer Revue an der Seite von Carlos Saldaña. Im gleichen Jahr trat sie in den Follies des Tänzers Harry Flemming am Teatro Nuevo in Barcelona und dann am Teatro Romea in Madrid auf. Nach ihrer Rückkehr nach Barcelona bildete sie ein Duo mit dem Tangosänger und Gitarristen Mario Visconti. Mit ihm und als Solistin nahm sie mehrere Tangos und Walzer auf. Es schloss sich eine Spanientournee mit einer Revue Jaime Planas’ an.
Ihr Filmdebüt hatte Aubert 1932 an der Seite des argentinischen Singer-Songwriters Héctor Morel in José María Castellvís Film Mercedes. Mit den Titeln Alma de tango und Mercedes wurde sie in Barcelona populär und nahm u. a. bei Odeon weitere Titel auf. Bei Ràdio Associació de Catalunya EAJ-15 trat sie mit Martín de la Rosas Crazy Boys Orchestra auf, im Fantasio Cinema und dem Maison Dorée Club in einer Show mit den Bel Symphonic Boys. 
1935 trat sie, nunmehr unter dem Namen Carmelita Aubert, in Castellvis Film Abajo los hombres an der Seite des französischen Schauspielers Pierre Clarel auf. Sie sang hier Valentín R. González’ Abajo los hombres und mit Antonio Matas y su Ritmo den Titel La colegiala, der zur Hymne der Jazzszene Barcelonas wurde. 1936 engagierte sie Ortigao Ramos für Auftritte beim Karneval in Lissabon mit Georges Milton. Der Ausbruch des Spanischen Bürgerkrieges verhinderte ihre Rückkehr nach Spanien; sie trat in den folgenden Jahren als Star in Revues in Lissabon auf.
Als sie 1944 mit der portugiesischen Schauspielerin Maria Luisa Vicente für Plattenaufnahmen und eine Filmproduktion nach Spanien reiste, wurde sie umgehend verhaftet. Nach Protesten ihrer Kollegen und Freunde vor der spanischen Botschaft in Lissabon wurde sie nach drei Wochen entlassen. Bei ihrer Rückkehr wurde ihr in Lissabon ein triumphaler Empfang bereitet. Sie hatte weitere Erfolge in Revuen an den Theatern Avenida, Apolo und María Victoria wie Las Canciones Unidas (1946) und Ela aí está (1949).

## Aufnahmen
- Con todo amor (von Rosendo Llurbá und Rafael Iriarte)
- No olvides, no (von Rosendo Llurbá und Rafael Iriarte)
- Devuélveme mis besos (von Rosendo Llurbá und Rafael Iriarte)
- La casita
- Alma de tango
- Mercedes
- Silencio
- El penado catorce
- Presumidos
- Danza maligna
- Hacelo por la vieja
- Mi caballo murió
- Será un sueñas (spanische Version von Lilian Harveys Das gibt’s nur einmal aus dem Film Der Kongreß tanzt)
- El vals de las sombras
- Abajo los hombres
- La colegiala
- Clemencia